# Goryphus basalis
Goryphus basalis là một loài tò vò trong họ Ichneumonidae.